# Mikołaj Jerzy Księski
Mikołaj Jerzy Księski herbu Topór (zm. przed 26 września 1697 roku) – stolnik krakowski w 1688 roku, cześnik krakowski w latach 1666–1688, rotmistrz chorągwi marszałka wielkiego koronnego.
W 1669 roku był elektorem Michała Korybuta Wiśniowieckiego z województwa krakowskiego.
W 1672 roku był deputatem województwa krakowskiego na Trybunał Główny Koronny.
W 1674 roku był elektorem Jana III Sobieskiego z województwa krakowskiego,  podpisał jego pacta conventa.